# Chef (parti politique)
Pour les articles homonymes, voir Chef.
Dans les pays utilisant le système de Westminster, le chef (anglais : leader) est la personne qui dirige un parti politique.
Selon les pays et les partis, le chef est choisi selon des systèmes différents mais il s'agit le plus souvent d'un député. Si un parti remporte une élection, son chef est par convention nommé chef du gouvernement.

## Rôle
Le chef représente son parti auprès du public et a généralement un rôle prépondérant dans la communication du parti, le développement de ses politiques et parfois la sélection des candidats pour les élections. La fonction de chef est généralement différente de celle de président (chairperson) du parti, qui a des fonctions liées à l'organisation.
Le système de Westminster étant un système parlementaire, le chef est presque toujours le chef du groupe parlementaire de son parti. Ainsi, lorsqu'un parti désigne comme chef une personne qui n'est pas député au sein de la chambre basse du Parlement — celle devant laquelle le gouvernement est responsable — il est fréquent qu'un député du parti élu dans une circonscription sûre démissionne afin de provoquer une élection partielle et permettre au nouveau chef de gagner un siège en chambre.
Par convention, le chef du parti qui remporte une élection générale est nommé chef du gouvernement. Le chef du principal parti d'opposition exerce la fonction de chef de l'opposition officielle.

## Sélection
Par le passé, le chef d'un parti étant son leader parlementaire, il était élu exclusivement par les députés et parmi eux. Ce système est pratiqué encore par les principaux partis néo-zélandais et le Parti libéral d'Australie.
De nombreux partis politiques ont cependant fait le choix d'élargir l'électorat pour l'élection de leur chef. Au Canada, les partis tiennent depuis longtemps des congrès à la chefferie (leadership convention) au cours desquels des délégués désignés par les adhérents du parti élisent le chef. Dernièrement, de nombreux partis ont choisi de faire élire leur chef directement par les adhérents, sans délégués, parfois par le biais d'un système de pondération des voix entre circonscriptions.